# گوگوریو پیگی
گوگوریو پیگی (کره‌ای: 고구려비기; هانجا: 高句麗秘記) یک نگاشته پیشگویی کره‌ای است که سقوط امپراتوری کره‌ای گوگوریو را پیش‌بینی کرده است. وجود این کتاب در بن مایگان دیگر نیز تأیید شده است، اگرچه وجود آن تا حدودی نامشخص است. با این حال محتوای آن عمدتاً نامشخص است؛ تنها چیزی که از آن می‌دانیم این است که سقوط امپراتوری گوگوریو را در ۹۰۰ سالگی توسط یک فرمانده نظامی ۸۰ ساله پیش‌بینی کرده است. 